# 夢の涯てまでも (映画)
『夢の涯てまでも』（ゆめのはてまでも、原題：Until the End of the World / Bis ans Ende der Welt）は、1991年制作のドイツ、アメリカ、日本、フランス、オーストラリア合作のSF映画。ヴィム・ヴェンダース監督。
本作のために、トーキング・ヘッズ、デペッシュ・モード、ルー・リード、ニック・ケイヴ、R.E.M.、ジェーン・シベリーなど数多くのアーティストが新曲を描き下ろした。主題歌はU2の「夢の涯てまでも」(Until the End of the World)で、後にアルバム『アクトン・ベイビー』に収録された。
旅をテーマにしてきた、それまでのヴェンダース作品の集大成的な内容で、世界十数カ国でロケーション撮影を行った。NHKの全面協力によるハイビジョンの導入なども話題となった。
2019年にクライテリオンよりディレクターズ・カット版のBlu-rayが発売された。上映時間は、公開時より100分以上長い288分。
日本では、2021年11月より「ヴィム・ヴェンダース レトロスペクティブ」として劇場公開された。

## あらすじ
1999年、制御不能になった核衛星の墜落が予測され、世界中が不安に怯えていた。
その頃、クレアはヴェネツィアの友人宅からあてもなく車で出発する。途中、何者かに追われるトレヴァーという謎の男を拾ってパリで降ろす。
その後、元恋人の作家ユージーンの許に身を寄せたクレアだったが、何故かトレヴァーのことが気になり、彼を追ってベルリンへと向かう。私立探偵のウィンターからトレヴァーがお尋ね者であることを聞いたクレアは、ウィンター、ユージーンと共に奇妙な追跡劇を開始する。
東京で遂にクレアはトレヴァーに追い付いた。実はトレヴァーは、科学者の父ヘンリーが発明したカメラで盲目の母エディスに見せる映像を集めるために世界中を旅しており、その新発明を狙う各国のエージェントに追われていたのだ。
様々な映像を収め、両親の待つオーストラリアへと向かうトレヴァー達だったが、その途中、核衛星がついに爆発する…。

## スタッフ
- 監督：ヴィム・ヴェンダース
- 撮影：ロビー・ミューラー
- 製作：ジョナサン・タブリン、アナトール・ドーマン
- アソシエイト・プロデューサー：御影雅良、ジュリア・オバートン、ヴォルター・ドナヒュー
- 脚本：ヴィム・ヴェンダース、ピーター・カーレイ
- 原案：ヴィム・ヴェンダース、ソルヴェーグ・ドマルタン
- 美術：ティリー・フラモンド、サリー・キャンベル
- 衣装：モンセラ・カサノヴァ
- 音楽：グレアム・レヴェル
- 編集：ペーター・ブルツィコッダ
- HDTVデザイン：ショーン・ノートン
- 提供：サントリー、アスキー、三菱商事、電通
- HDTV技術協力：ソニー、NHK、総合ビジョン
- 未来製品協力：ソニー、富士重工、服部セーコー、シャープ、HEIWA

## キャスト
- トレヴァー：ウィリアム・ハート
- クレア：ソルヴェーグ・ドマルタン
- ユージーン：サム・ニール
- ウィンター：リュディガー・フォーグラー
- エディス：ジャンヌ・モロー
- ヘンリー：マックス・フォン・シドー
- バート：アーニー・ディンゴ（英語版）
- エルザ：ロイス・チャイルズ
- チコ：チック・オルテガ（フランス語版）
- レイモン：エディ・ミッチェル（フランス語版）
- 森：笠智衆
- 森夫人：三宅邦子
- 竹中直人
- 藤谷美和子